# Nguyễn Thị Thu Hà (Phú Thọ)
Nguyễn Thị Thu Hà (sinh ngày 4 tháng 2 năm 1978 tại phường Bãi Cháy, thành phố Hạ Long, tỉnh Quảng Ninh) là nữ chính trị gia người Việt Nam. Bà hiện là Tỉnh ủy viên, Đại biểu Quốc hội, Phó Trưởng Đoàn Đại biểu Quốc hội chuyên trách tỉnh Quảng Ninh, Ủy viên Ủy ban Tài chính – Ngân sách của Quốc hội khoá XV. Bà từng giữ các vị trí Bí thư Huyện ủy Đầm Hà, tỉnh Quảng Ninh; Ủy viên Ban Chấp hành Trung ương Đoàn, Ủy viên Đoàn Chủ tịch Trung ương Hội Liên hiệp Thanh niên Việt Nam, Bí thư Tỉnh đoàn Quảng Ninh.

## Tiểu sử và giáo dục
Nguyễn Thị Thu Hà sinh ngày 4 tháng 2 năm 1978 tại phường Bãi Cháy của thị xã Hồng Gai, nay thuộc thành phố Hạ Long, tỉnh Quảng Ninh, quê quán ở xã Tiên Lương, huyện Cẩm Khê, tỉnh Phú Thọ. Hiện nay, bà đăng ký thường trú tại phường Yết Kiêu, thành phố Hạ Long, tỉnh Quảng Ninh.
Bà được kết nạp Đảng Cộng sản Việt Nam vào ngày 19 tháng 9 năm 2001.
Bà có chồng làm Uỷ viên Ban Thường vụ, Trưởng Ban Tổ chức Thành uỷ Hạ Long, tỉnh Quảng Ninh; có 02 người con đều trong độ tuổi học sinh, sinh viên.

## Sự nghiệp
Tháng 11 năm 1996, Nguyễn Thị Thu Hà bắt đầu công tác Đoàn Thanh niên Cộng sản Hồ Chí Minh, là nhân viên hợp đồng tại Thành đoàn Hạ Long.
Tháng 01 năm 2000 là Ủy viên Ban Thường vụ Thành đoàn Hạ Long.
Tháng 02 năm 2002, là Phó Bí thư thường trực Thành đoàn Hạ Long.
Tháng 8 năm 2002, được bầu vào Ban Thường vụ Tỉnh đoàn Quảng Ninh, giữ Quyền Bí thư Thành đoàn Hạ Long từ tháng 1 năm 2003.
Tháng 7 năm 2004, là Ủy viên Ban Thường vụ, Phó Trưởng Ban rồi Trưởng ban Thanh thiếu nhi trường học.
Tháng 7 năm 2008, là Trưởng ban Thanh niên nông thôn, công nhân, viên chức và đô thị
Tháng 02 năm 2011, là Phó Bí thư thường trực Tỉnh đoàn Quảng Ninh.
Tháng 4 năm 2015, là Ủy viên Ban Chấp hành Trung ương Đoàn, Bí thư Tỉnh đoàn Quảng Ninh, Chủ tịch Hội Liên hiệp Thanh niên Việt Nam tỉnh Quảng Ninh.
Tháng 10 năm 2015, tại Đại hội Đảng bộ tỉnh Quảng Ninh lần thứ XIV, Nguyễn Thị Thu Hà được bầu làm Ủy viên Ban Chấp hành Đảng bộ tỉnh nhiệm kỳ 2015–2020, tiếp tục là Bí thư Tỉnh đoàn, kiêm nhiệm thêm làm Ủy viên Đoàn Chủ tịch Trung ương Hội Liên hiệp Thanh niên Việt Nam.
Tháng 5 năm 2017, là Bí thư Huyện ủy Đầm Hà, tái đắc cử Tỉnh ủy viên tại Đại hội Đảng bộ tỉnh lần thứ XV, nhiệm kỳ 2020–2025.
Năm 2021, bà được Ủy ban Mặt trận Tổ quốc Việt Nam tỉnh giới thiệu tham gia ứng cử đại biểu Quốc hội từ Quảng Ninh, thuộc đơn vị bầu cử số 3 gồm thành phố Móng Cái, huyện Vân Đồn, Cô Tô, Tiên Yên, Đầm Hà, Hải Hà, Bình Liêu, Ba Chẽ, rồi trúng cử Đại biểu Quốc hội khóa XV với tỷ lệ 85,19%.
Ngày 21 tháng 7 năm 2021, bà được phê chuẩn làm Phó Trưởng Đoàn Đại biểu Quốc hội chuyên trách tỉnh Quảng Ninh, Ủy viên Ủy ban Tài chính – Ngân sách của Quốc hội.